# St Finan’s Isle
St Finan’s Isle, auch St Finnan’s Isle oder St Finian’s Isle, schottisch-gälisch: Eilean Fhianain, ist eine unbewohnte Seeinsel im Loch Shiel in der schottischen Council Area Highland.

## Geographie
Die Insel liegt im Westteil des langgezogenen Sees nahe einer Einschnürung etwa 150 Meter vom Nord- und 200 Meter vom Südufer entfernt. Sie liegt damit auf der Grenze der sehr dünnbesiedelten Distrikte Moidart und Sunart in den Highlands. Die Weiler Alnabreac und Ardshealach in fünf beziehungsweise sechs Kilometern Entfernung, sind die nächstgelegenen Siedlungen. St Finan’s Isle ist beinahe kreisförmig und durchmisst 180 Meter beziehungsweise 170 Meter.

## Geschichte
Die Insel ist nach einem irischen Missionar namens Finan, Finnan, Finian oder Fhianain benannt. Da es mehrere Heilige dieses Namens gibt, ist die namensgebende Person unklar. Überlieferungen legen die Niederlassung des Missionars auf der Insel im 7. Jahrhundert nahe (zeitlich könnte dies auf den auf Iona ausgebildeten Finan von Lindisfarne als Namensgeber hindeuten). Als einziges Gebäude befindet sich die Ruine einer mittelalterlichen Kapelle mit umgebendem Friedhof beinahe mittig auf der Insel. Es wird berichtet, dass der Clan Ranald, konkret Clan Chief Alan MacRuaridh, die Kapelle erbaute. 1392 wurde sie erstmals erwähnt. Der Friedhof diente bis ins 17. Jahrhundert als Begräbnisstätte der Ranalds. Die Kapelle diente als Pfarrkirche. Die letzten Messen dort wurden spätestens um 1730 gehalten. Die heutige Ruine wurde vermutlich im 19. Jahrhundert aus originalem Steinmaterial aufgemauert. Die Arbeit ist jedoch von minderwertiger Qualität.

## St Finan’s Chapel und Friedhof

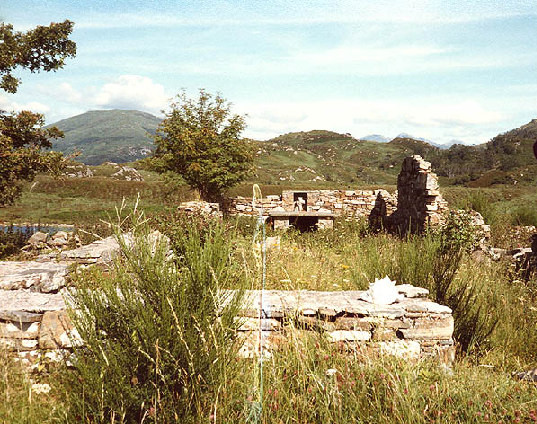
Ruine der St Finan’s Chapel

St Finan’s Chapel ist als Scheduled Monument denkmalgeschützt. Der Friedhof ist als Denkmal der höchsten Kategorie A klassifiziert. Die mittelalterliche Kapelle besaß Innenabmessungen von mindestens 9,7 Metern beziehungsweise 4,6 Metern. Durch den Wiederaufbau entstand ein 21 Meter langes und 4,8 Meter breites Gebäude. Die mittlere Mächtigkeit des Feldsteinmauerwerks reduzierte sich hierbei von 80 cm auf 60 cm. An der Ostseite befindet sich ein Steinaltar und ein Steinkreuz in einer Nische. Des Weiteren ist eine kleine mittelalterliche Glocke erhalten. 2017 wurde die Anlage eingehend archäologisch untersucht und der historisch wertvolle Bestand an Grabplatten und Steinkreuzen katalogisiert. Der Friedhof ist weitgehend überwachsen.